# Jason Molina
Jason Molina (Lorain, 30 dicembre 1973 – Indianapolis, 16 marzo 2013) è stato un cantautore statunitense.
Ha raggiunto la popolarità esibendosi e registrando dischi con lo pseudonimo Songs: Ohia, che può essere considerato sia un progetto musicale solista che una band formata da musicisti diversi che ruotano attorno all'unica figura stabile rappresentata da Molina stesso. A partire dal 2003 ha cominciato a pubblicare dischi sia con il suo vero nome che come Magnolia Electric Co., una band dalla formazione più stabile.

## Biografia
Ha frequentato l'Oberlin College. Dopo aver suonato il basso in alcune band heavy metal nei dintorni di Cleveland, decide di dedicarsi alla carriera solista. Comincia a realizzare alcune registrazioni fatte in casa usando più pseudonimi (fra cui Songs: Albian, Songs: Radix, e Songs: Unitas) con l'ausilio di musicisti diversi reclutati dall'autore in base alle diverse esigenze artistiche, i dischi sono autoprodotti e distribuiti durante i concerti.
È morto il 16 marzo 2013 all'età di 39 anni dopo una lunga lotta contro l'alcolismo. Causa della morte dell'artista sarebbe stata una cirrosi epatica provocata dal prolungato abuso di alcol, problema che il cantautore aveva da almeno un decennio e che dal 2009 lo aveva tenuto lontano dalle scene. Molina, che non aveva assicurazione sanitaria (indispensabile, negli Stati Uniti, per essere presi in cura da una qualsiasi struttura ospedaliera) dopo alcuni anni passati nel tentativo di disintossicarsi presso centri specializzati viveva da solo (era separato dalla moglie) ad Indianapolis.

### Songs: Ohia (1996-2003)
Il primo progetto rilevante è Songs: Ohia, che con la collaborazione di alcuni musicisti in tempi diversi gli permette di pubblicare un primo singolo, Nor Cease Thou Never Now, nel 1996 per la Palace Records di Will Oldham. Nello stesso anno con il 7” One Pronunciation of Glory inizia il suo rapporto con la Secretly Canadian. Questo fu seguito nel 1997 dal primo album,  Songs: Ohia (conosciuto anche come Black Album), che ripercorre il canovaccio dell'alt-country con ballate minimaliste dal sapore antico, dove un certo sentimentalismo indie rock si sposa con il profumo del country e con testi che parlano di un'America lontana, perduta nella polvere del tempo e negli spazi desola(n)ti del MidWest.
Già dal secondo disco, Impala del 1998, Molina varia registro, spaziando tra stili e linguaggi musicali differenti che custodiscono tuttavia un medesimo approccio di fondo alla materia musicale, che sostanzialmente è quello di un punk-rocker che si accosta alla tradizione della canzone americana, conservandone intatte suggestione e impatto emozionale.
Gli ascolti dei classici del country degli anni quaranta e cinquanta sono mirati all'assorbimento, più che di uno stile, di un suono che è corale, registrato in presa diretta insieme ad un'intera band di musicisti di Chicago, sporco laddove l'imperfezione e la mancanza di sovraincisioni costituiscono l'essenza stessa di quel calore che i dischi di quell'epoca ci restituiscono. Il risultato è Axxess and Ace, pubblicato nel 1999, con i suoi pezzi trascinanti dalla ritmica incalzante da una parte, e le sue ballate struggenti sulla natura ambigua dell'amore, dall'altra.
L'eclettismo e l'apertura mentale di Molina si traducono in collaborazioni audaci quanto improbabili come quella con gli scozzesi Arab Strap, la cui malinconia metropolitana inonda le trame del successivo The Lioness, registrato a Glasgow con il produttore Andy Miller e pubblicato nel 2000. Nello stesso anno Molina pubblica anche Ghost Tropic, registrato nel Nebraska da Mike Mogis con il contributo di Alasdair Roberts, Shane Aspegren e alcuni membri dei Lullaby for the Working Class. Specie dal punto di vista dell'approccio compositivo rappresenta un capitolo a sé stante nella discografia di Songs:Ohia, rifacendosi a certe intuizioni strumentali di opere di Tom Waits per un uso deframmentato e rarefatto della strumentazione che si arricchisce di percussioni di vario tipo, vibrafono, pianoforte e registrazioni sul campo come rintocchi di campane o canti di uccelli tropicali.
La critica ha trovato difficile inquadrare il sound di Songs: Ohia con una precisa definizione, ma generalmente esso è accostato a generi musicali come l'Indie rock, il lo-fi, il folk o l'alternative-country.
In Didn't It Rain (2002), e ancor più in Magnolia Electric Co. (2003), le coltri di malinconia tropicale si diradano lasciando intravedere un orizzonte gradatamente più roseo, pur conservando la poetica di Molina la stessa intatta verve e forza espressiva del passato.

### Magnolia Electric Co. (2003 - 2009)
Nel marzo del 2003, mentre era in tour, Molina annunciò che voleva rinominare la band in Magnolia Electric Co. La prima pubblicazione esce a gennaio 2004 con il vinile Pyramid Electric co. Anche se Magnolia Electric Co. e Pyramid Electric Co. sono stati originariamente concepiti come un doppio album, quest'ultimo sembra essere stilisticamente opposto al primo.
Progettato da Mike Mogis, che ha anche progettato Ghost Tropic, Pyramid Electric Co. trova Molina al microfono con solo la sua voce, un pianoforte o una chitarra. Prima uscita ufficiale dei Magnolia Electric Co. è stato un album dal vivo, Trials and Errors, seguito da un album in studio intitolato What Comes After The Blues e un EP, Hard To Love a Man, tutti e tre usciti nel 2005. Nel 2006 Molina ha pubblicato altri due album: il solista Let Me Go, Let Me Go, Let Me Go e il più convenzionale Fading Trails con i Magnolia Electric Co.
Non è del tutto chiaro quando i Songs: Ohia divennero Magnolia Electric Co. Tuttavia, Secretly Canadian promuove ancora l'album sotto il nome Songs: Ohia. D'altra parte, l'album live Trials and Errors dei Magnolia Electric Co. è stato registrato il 16 aprile 2003 presso il club Ancienne Belgique a Bruxelles, in un momento in cui la band era ancora in tour con il nome di Songs: Ohia. Il quotidiano Pitchfork ha poi riferito che il cambiamento del nome sarebbe stato reso ufficiale dopo il tour spagnolo nell'ottobre 2003.

## Discografia

### Come Songs: Ohia
Album in studio
- 1997 - Songs: Ohia
- 1998 - Impala
- 1999 - Axxess & Ace
- 1999 - The Ghost (distribuito solo in tour)
- 2000 - The Lioness
- 2000 - Protection Spells (distribuito solo in tour)
- 2000 - Ghost Tropic
- 2001 - Mi sei apparso come un fantasma (Album Live, Paper Cut Records)
- 2002 - Didn't It Rain
- 2003 - Magnolia Electric Co.

EP
- 1997 - Hecla & Griper
- 1998 - Our Golden Ratio (Acuarela Discos)
- 2001 - Howler (Absalom)
- 2001 - Travels in Constants (Temporary Residence)

Singoli
- 1996 - Nor Cease Thou Never Now (Palace Records)
- 1996 - One Pronunciation of Glory
- 1998 - Nay, Tis Not Death - split 7" con gli Appendix Out (Liquefaction Empire)
- 1999 - Untitled (7th Street Wonderland / Darling You Are) (Western Vinyl)
- 1999 - Journey On - split 7" con gli Oneida (Jagjaguwar)
- 1999 - How to Be Perfect Men - split 7" con i Rex (Temporary Residence)
- 2000 - Fade St. - split 7" con Glen Hansard (Road Relish)
- 2001 - Lioness - split 7" con Scout Niblett
- 2002 - The Gray Tower/Black Link to Fire Link
- 2002 - Keep It Steady/United or Lost Alone
- 2020 - Jason Molina

### Da solista
Album in studio
- 2004 - Pyramid Electric Co.
- 2006 - Let Me Go, Let Me Go, Let Me Go

EP
- 2006-2012 - Autumn Bird Songs (Graveface Records)

Singoli
- 2004 - No Moon On The Water / In The Human World (Chunklet Magazine)
- 2016 - I'll Be Here In The Morning / Tower Songs (Townes Van Zandt covers)

## Come Molina and Brothers
Singoli
- 2002 - Molina & Roberts

### Come Molina and Johnson
Album in studio
- 2009 - Molina and Johnson

### Come Magnolia Electric Co.
Album in studio
- 2005 - Trials & Errors (Album Live)
- 2005 - What Comes After the Blues
- 2006 - Fading Trails
- 2007 - Sojourner (Boxset: 3 CD, 1 EP e 1 DVD)
- 2009 - Josephine

EP
- 2005 - Hard to Love a Man

### Collaborazioni
EP
- 2002 - Translation Split: My Morning Jacket / Songs: Ohia (Jade Tree)
- 2002 - Amalgamated Sons of Rest con Will Oldham e Alasdair Roberts (Galaxia)